# 맵 투 더 스타
《맵 투 더 스타》(영어: Maps to the Stars)는 2014년 공개된 영화이다.

## 줄거리
애거사 와이스는 플로리다에서 로스앤젤레스로 와서 리무진 운전사 제롬을 고용하여 오빠 벤지의 예전 집터로 데려다 달라고 한다. 애거사는 얼굴과 몸에 심한 화상을 입어 많은 약을 복용해야 하며, 부모인 스태퍼드와 크리스티나 와이스와는 사이가 소원하다. 소아 스타이자 약물 중독에서 회복 중인 벤지는 병원에서 비호지킨 림프종을 앓고 있는 소녀를 방문한다. 소녀는 나중에 죽고, 벤지는 그녀의 유령과 마주한다.
스태퍼드는 은퇴한 여배우 하바나 세그랜드의 심리적, 성적 학대 트라우마를 치료하는 TV 심리학자로, 하바나는 전설적인 할리우드 스타인 사망한 어머니 클라리스 태거트에게서 학대를 당했다. 하바나의 에이전트 지니는 어머니의 영화 '훔쳐진 물'(Stolen Waters) 리메이크에 하바나가 출연할 역할을 확보하기 위해 고군분투한다. 하바나는 어머니가 자신을 조롱하고 언어적으로 학대하는 생생한 환각을 정기적으로 겪는다. 친구 캐리 피셔의 제안으로 하바나는 캐리가 트위터에서 만났던 애거사를 개인 비서로 고용한다. 애거사는 계속 제롬을 만나고, 로맨스가 시작된다. 스태퍼드는 하바나에게 애거사가 로스앤젤레스에 돌아왔다는 것을 알고 괴로워한다.
지니는 하바나에게 다른 여배우가 '훔쳐진 물'에 캐스팅되었다고 알리지만, 그 여배우의 어린 아들이 사고로 예기치 않게 사망하자 하바나는 그 역할을 확보한다. 하바나의 역할을 이용하여 스튜디오 부지에 접근한 애거사는 약물 재활 후 복귀작으로 촬영 중인 코미디 영화 '나쁜 보모 2'(Bad Babysitter 2) 세트장에서 벤지를 방문한다. 애거사는 자신과 벤지가 7살 때 그를 거의 죽일 뻔한 불을 지른 것에 대해 속죄하기 위해 요양원에서 돌아왔다고 말한다. 애거사가 벤지를 방문했다는 사실에 경악한 스태퍼드는 그녀의 호텔 방을 찾아가 10,000달러를 주고 로스앤젤레스를 떠나라고 말한다.
벤지는 GHB에 취해 재발하고 친구 레트의 개를 쏜다. 촬영장에서 그는 병원의 소녀에게 홀려 환각 중 한 명의 어린 공동 출연자를 거의 죽일 뻔한 지경으로 목 졸라 죽인다. 아이는 살아남지만 벤지는 영화에서 자신의 역할을 잃고 병원에 입원한다. 아가타는 크리스티나를 방문하여 불을 지르기 전에 그녀의 부모가 남매였다는 것을 발견하여 아가타와 벤지가 근친상간의 아이들이었다는 것을 밝힌다. 크리스티나는 그들이 어렸을 때 헤어졌고 우연히 만나 관계를 시작했지만 그들의 관계를 알지 못했다고 말한다. 스태포드가 집에 오고, 아가타가 그에게 근친상간에 대해 알고 있다고 말하자, 크리스티나가 개입할 때까지 그는 그녀를 폭력적으로 때린다. 그 다툼 중에 아가타는 크리스티나의 결혼반지를 훔친다.
하바나는 제롬을 운전사로 요청하고 아가타가 창밖에서 지켜보는 가운데, 그녀의 집 진입로에 주차된 리무진 뒷좌석에서 그를 유혹한다. 하바나는 집으로 들어와 아가타의 형편없는 업무 성과를 꾸짖는다. 하바나가 생리혈로 소파를 더럽혔다며 아가타를 말로 모욕하자, 아가타는 자신의 상 중 하나로 하바나를 때려죽인다. 벤지는 병원에서 탈출하여 아가타를 찾기 위해 하바나의 집으로 온다. 아가타는 벤지에게 아버지의 반지를 가져오라고 지시한다.
스태포드는 집에 돌아와 수영장 옆에서 불타고 있는 크리스티나를 본다. 그는 그녀를 구하기 위해 가구 조각으로 그녀를 수영장으로 밀어 넣지만 그녀는 죽는다. 스태포드는 강직 상태에 빠지고 벤지가 그의 손가락에서 반지를 빼낼 때 저항하지 않는다. 남매는 어렸을 때 했던 결혼 의식에 부모님의 반지를 사용한 다음 아가타의 약물로 자살한다.
영화 전반에 걸쳐 폴 엘뤼아르의 시 "자유"의 자유로운 인용문들이 "각 인물의 삶을 통해" 흐르며 영화의 근본적인 만트라를 형성한다.

## 출연

### 주연
- 줄리안 무어
- 미아 와시코브스카
- 사라 가돈
- 존 쿠삭
- 로버트 패틴슨
- 캐리 피셔
- 올리비아 윌리암스

### 조연
- 니암 윌슨
- 제인 헤이트미어
- 에밀리아 맥카시
- 아만다 브루겔
- 제니퍼 깁슨
- 에반 버드
- 조 핑그
- 조나단 왓턴
- 저스틴 켈리
- 아리 코헨
- 도널드 부다
- 클라라 파시카
- 키아라 클라스코
- 돈 그린핼그
- 고드 랜드
- 알레그라 펄튼
- 크리스찬 로이드
- 엘든 아데어
- 댄 렛
- 조앤 리스
- 크리스 안톤
- 닐 거번

## 기타
- 공동제작: 알프레드 허머
- 라인PD: 조셉 보시아
- 조감독: 월터 가스파로빅
- 사운드슈퍼바이저: 마이클 오페럴
- 미술: 캐럴 스피어
- 세트: 피터 P. 니콜라카코스
- 시각효과: 존 캠펜스
- 분장: 클리오나 퍼리
- 의상: 데니즈 크로넨버그
- 배역: 데아드르 보웬
- 프로덕션매니저: 조셉 보시아